# Trisepalum
Trisepalum é um género botânico pertencente à família Gesneriaceae.

## Sinonímia
Dichiloboea

## Espécies
| - Trisepalum acaule - Trisepalum acutum - Trisepalum albidum - Trisepalum amplexicaule - Trisepalum birmanicum - Trisepalum glabrescens - Trisepalum glanduliferum - Trisepalum kingii | - Trisepalum lineicapsa - Trisepalum longipetiolatum - Trisepalum obtusum - Trisepalum prazeri - Trisepalum robustum - Trisepalum speciosum - Trisepalum strobilaceum - Trisepalum subplanum |